# Leo Losert
Leo Losert (* 31. Oktober 1902 in Ried im Innkreis; † 22. Oktober 1982) war ein österreichischer Ruderer, der 1928 eine olympische Bronzemedaille im Doppelzweier gewann.
Losert startete für den Ruderverein Wiking Linz. Obwohl Verein wie Sportler österreichisch waren, trat er regelmäßig bei den Deutschen Rudermeisterschaften an. Im Skiff belegte Losert 1925 den zweiten Platz hinter dem Hamburger Georg Hesselmann. Im Doppelzweier gewann Losert 1923 zusammen mit Fritz Haspel. 1926 und 1927 siegte er gemeinsam mit Viktor Flessl, mit dem er 1925 und 1928 den zweiten Platz belegte. 1928 unterlagen sie dabei gegen das Berliner Duo Horst Hoeck und Gerhard Voigt. Bei den Olympischen Spielen 1928 auf einem Kanal in Amsterdam traten jeweils zwei Boote im K.-o.-System gegeneinander an. Hoeck und Voigt schieden in der dritten Runde aus und belegten den vierten Platz. Losert und Flessl erreichten das Halbfinale und erhielten die Bronzemedaille hinter den Booten aus den Vereinigten Staaten und aus Kanada.
Leo Losert besuchte das Realgymnasium in Linz, war promovierter Jurist und nebenberuflich über Jahrzehnte Rudertrainer. 1964 und 1968 betreute er die österreichischen Ruderer bei den Olympischen Spielen, darunter auch seinen Sohn Dieter Losert.